# Miguel Zamacois

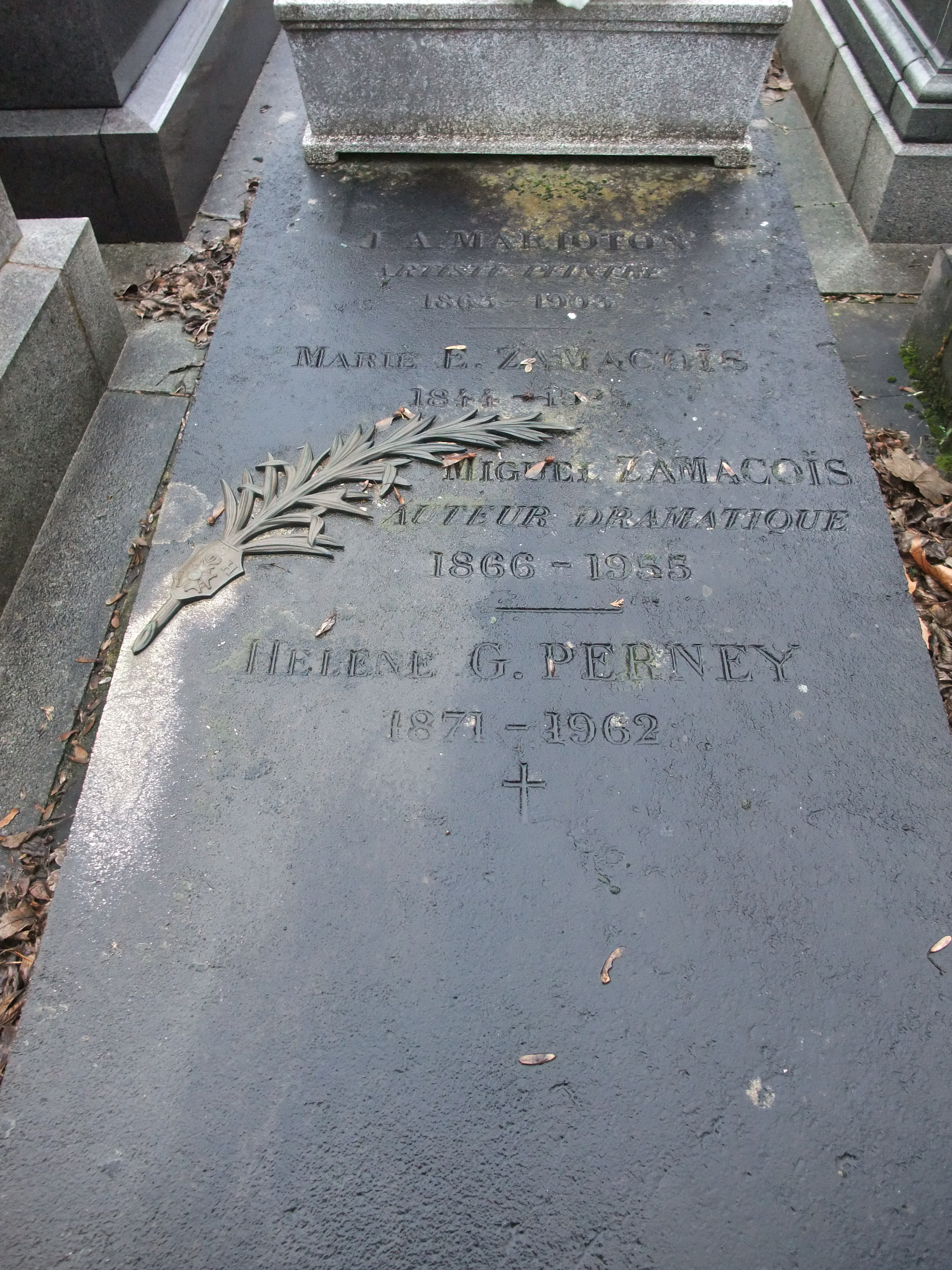
Tumba de Zamacois, em Père Lachaise, Paris

Miguel Zamacoïs (Louveciennes, 8 de setembro de 1866 — Paris, 1955 ) foi um romancista, poeta e dramaturgo francês.

## Biografia
Miguel Zamacoïs é o filho do pintor espanhol basco Eduardo Zamacois y Zabala e Mary Louise Perrin.
Além de uma dúzia de peças, incluindo Os bobos da corte, criados por Sarah Bernhardt, ele é o autor de libretos de ópera, contos fantásticos e poemas. Ele também é o autor de Arca de Noé (1911), uma coleção de poemas de animais, e The French (1915), marcha militar com música de Camille Saint-Saëns.
A 15 de dezembro de 1931 ele se casou com Versailles Marie Thérèse Ozanne. Durante a década de 1930, ele trabalhou no jornal Je suis partout (Estou em todos os lugares).
Em 1948 ele publicou um volume de memórias, pincéis e canetas, que traça sessenta anos de vida parisiense. Muitas vezes ele foi visitar seu amigo e vizinho, o escultor Pierre-Nicolas Turgenev, que teve sua oficina no Castelo de Vert-Bois, a cidade de Rueil-Malmaison, onde ele estava hospedado, e que na maioria das vezes reconstruída em 1903. Outros visitantes de escritores, artistas, pintores e decoradores:  Roger-Joseph Jourdain, Ernest Ange Duez, Jean-Louis Forain.
Ele ficou rico no posto de Comandante da Ordre national de la Légion d'honneur em 1953.
Morreu em 1955, ele foi enterrado no cemitério de Père Lachaise Division 93, no túmulo de Jean Alfred Marioton, pintor (1863-1903), seu irmão.

## Livros
- Le Vélocipède à travers les âges, 1893.
- Dites-nous donc quelque chose ! 1896.
- Articles de Paris, 1900.
- Redites-nous quelque chose ! 1906.
- L'Arche de Noé, 1911.
- L'Ineffaçable la grande guerre, poésies, 1916.
- L'Avant-scène D, 1918.
- Les Sacrifices, les Flandres, Noël, Reims, poème dramatique en 3 tableaux, avec Henri Lavedan, 1918.
- Les Rêves d'Angélique, 1919.
- La Dame au rendez-vous, 1921.
- Le Beau garçon de l'ascenseur, 1922.
- Les Classiques ont menti, 1923.
- Feux follets et fantômes, 1923.
- Une dame filée, 1925.
- Pinceaux et stylos, 1948.
- Alain de Kerogan, chevalier errant, préface de Jean de La Varende, 1954.

Teatro
- Sang de navet, comédie en 1 acte, Paris, Théâtre du Grand-Guignol, 1901.
- Au bout du fil, comédie en 1 acte, Paris, Théâtre des Capucines, 27 janvier 1903.
- Bohémos, comédie en 1 acte, en vers, Monte-Carlo, Grand Théâtre, 3 avril 1903, et Paris, Théâtre Sarah-Bernhardt, 28 janvier 1904.
- Le Gigolo, pièce en 3 actes, Paris, Théâtre des Nouveautés, 24 janvier 1905.
- Les Bouffons, pièce en 4 actes, en vers, Paris, Théâtre Sarah-Bernhardt, 25 janvier 1907.
- Un arriviste, pièce en 1 acte, Paris, Théâtre du Grand-Guignol, 1908.
- La Fleur merveilleuse, pièce en 4 actes, en vers, Paris, Comédie-Française, 23 mai 1910.
- Seigneur Polichinelle, pièce en 4 actes, en vers, Nice, Grand Théâtre Municipal, mars 1914, et Paris, Théâtre de la Porte-Saint-Martin, 18 mai 1925.
- Monsieur Césarin, écrivain public, comédie en 3 actes, en vers, Paris, Second Théâtre-Français, 19 avril 1919.
- L'Inconsolable, comédie en 1 acte, Paris, Théâtre des Deux-Masques, 10 mai 1921.
- L'Homme aux dix femmes, comédie en 4 actes, en vers, Paris, Théâtre Antoine, 21 décembre 1921.
- Le Marchand de Venise, opéra en 3 actes et 5 tableaux, adaptation en vers de la comédie de Shakespeare, musique de Reynaldo Hahn, Paris, Théâtre national de l'Opéra, 29 mars 1935.
- La légende du zéphyr.